# Pucher József
Bagosi Pucher József (Németbóly, 1836. március 25. – Budapest, 1904. november 19.) magyar építész.

## Élete, munkássága
Szülei Pucher Antal és Münnich Zsófia, felesége Kern Alojzia. 
Fia, Pucher István is építész lett.
Elsősorban palotákat épített, de több bérház tervezőjeként is ismert volt. Jelentősek voltak nagy méretű ipari létesítményei.

## Ismert épületei
- 1868: Pesti Erzsébet Gőzmalom Rt. telep (benne a gőzmalommal), 1133 Budapest, Pozsony út 74-79. / Garam u., 4. / Kárpát u. 28. / Bessenyei u. 1-3.[3]
- 1869–1871: Károlyi István palotája, 1088 Budapest, Múzeum u. 11. (Szkalnitzky Antallal közösen)[4][5][6] – az épület a MÁV tulajdonában van, a földszinten a MÁV Szimfonikus Zenekar irodái, társalgója és próbaterme van
- 1871: lakóépület, 1051 Budapest, Sas utca 21.
- 1871–1872: lakóépület, 1065 Budapest, Bajcsy-Zsilinszky út 21.
- 1875–1876: iskolaépület (ma: Nikola Tesla Szerb Tanítási Nyelvű Óvoda, Általános Iskola, Gimnázium és Kollégium), 1074 Budapest, Rózsák tere 6–7.[7]
- 1880 k.: palota, 1062 Budapest, Andrássy út 54.[4]
- 1880-as évek eleje: lakóház, 1145 Budapest, Erzsébet királyné útja 25. / Laky Adolf utca 46.[8]
- 1883: a Budapesti Központi Tejcsarnok Szövetkezet székháza, Karpfenstein utca (Karácsony Sándor utca) 6525/18—6526/20 sz.
- 1885: MÁV munkásházak, Budapest, Podmaniczky u. 95-111. (elbontva, részben helyére épült a MÁV kórház, részben üres)[9]
- 1886: lovasrendőr laktanya (ma: Mosonyi utcai rendőrségi épületegyüttes), Budapest, Mosonyi utca 5-7. / Festetics György u. 6.[10][11]
- 1886–1887: Hirsch-ház, 1073 Budapest, Erzsébet körút 24.
- 1887: Rákosfalvai Szent István Király templom, 1144 Budapest, Álmos vezér tere 1.[12]
- 1887–1889: Wenckheim-palota (ma: Fővárosi Szabó Ervin Könyvtár), 1088 Budapest, Szabó Ervin tér 1.[2][13] (egyes források szerint Meinig Artúr tervezte)
- 1892–1893: Budapesti Általános Villamossági Rt. gáztartály és raktártelep, 1133 Budapest, Tutaj u. 3-5. / Visegrádi u. 80/A-B / Hegedűs Gyula u. 89/A-91. – 1970-ben felrobbantották, helyén ma az Autoker Holding Zrt. Római Kert lakóparkja van[3]
- 1893: Magyar Műhely- és Raktártelep Rt. (ma: A Budapesti Elektromos Művek székháza), 1132 Budapest, Váci út 72. (a székház 74.-es épületét valószínűleg Nay Rezső Rudolf tervezte 1900-ban)[3]
- 1893–1894: Budapesti Általános Villamossági Rt. (később ELMŰ-höz tartozott) gyárépületkomplexum (központi állomás, gép-, kazán-, szivattyú, és hűtőházak, kőszénfészer), 1132 Budapest, Hegedűs Gyula u. 83-87. / Tutaj u. 6/A-B / Visegrádi u. 74-78. / Bessenyei u. 14-16. (az épületek egy részét Hubert József tervezte) – 1992-ben elbontásra került, helyén ma a Cézár Ház lakópark áll[3]
- 1895: lakóház, 1055 Budapest, Szent István körút 19. (valószínűleg)[4]
- 1895–1898: bérház, 1137 Budapest, Szent István körút 18. / Hegedűs Gyula u. 1.[3]
- 1898: palota (ma: Zelnik István Délkelet-ázsiai Aranymúzeum), 1062 Budapest, Andrássy út 110.[14]

Épületbővítések:
- 1870: lakóépület, 1072 Budapest, Dob u. 20. (Az 1835-ben Hild József által tervezett épületre újabb szintet húzott rá Pucher)
- 1889: Hild-villa, Hild József saját célra tervezett klasszicista nyaralója (1844); Pucher József 1889-ben oldalszárnyakkal toldotta meg, 1121 Budapest, Budakeszi út. 38-40.

Csak kivitelező volt:
- 1878: Megyeháza, 5000 Szolnok, Kossuth Lajos út 2. (tervező: Benkó Károly és Pártos Gyula)[15]
- 1879: Schmidt-bérház, Budapest, Rákóczi út 64. (tervező: Koch Henrik)[16]
- 1882–1882: Foncière-palota, Budapest, Andrássy út 2.[17]
- 1888–1890: A Fővárosi Törvényszék épülete, 1055 Budapest, Markó u. 27. (tervező: Hauszmann Alajos és Jablonszky Ferenc)[18]
- 1897: Radetzky-laktanya, Budapest, Bem tér 3. (tervező: Benedicty József és Neuschloss Károly)[19]

## Képtár

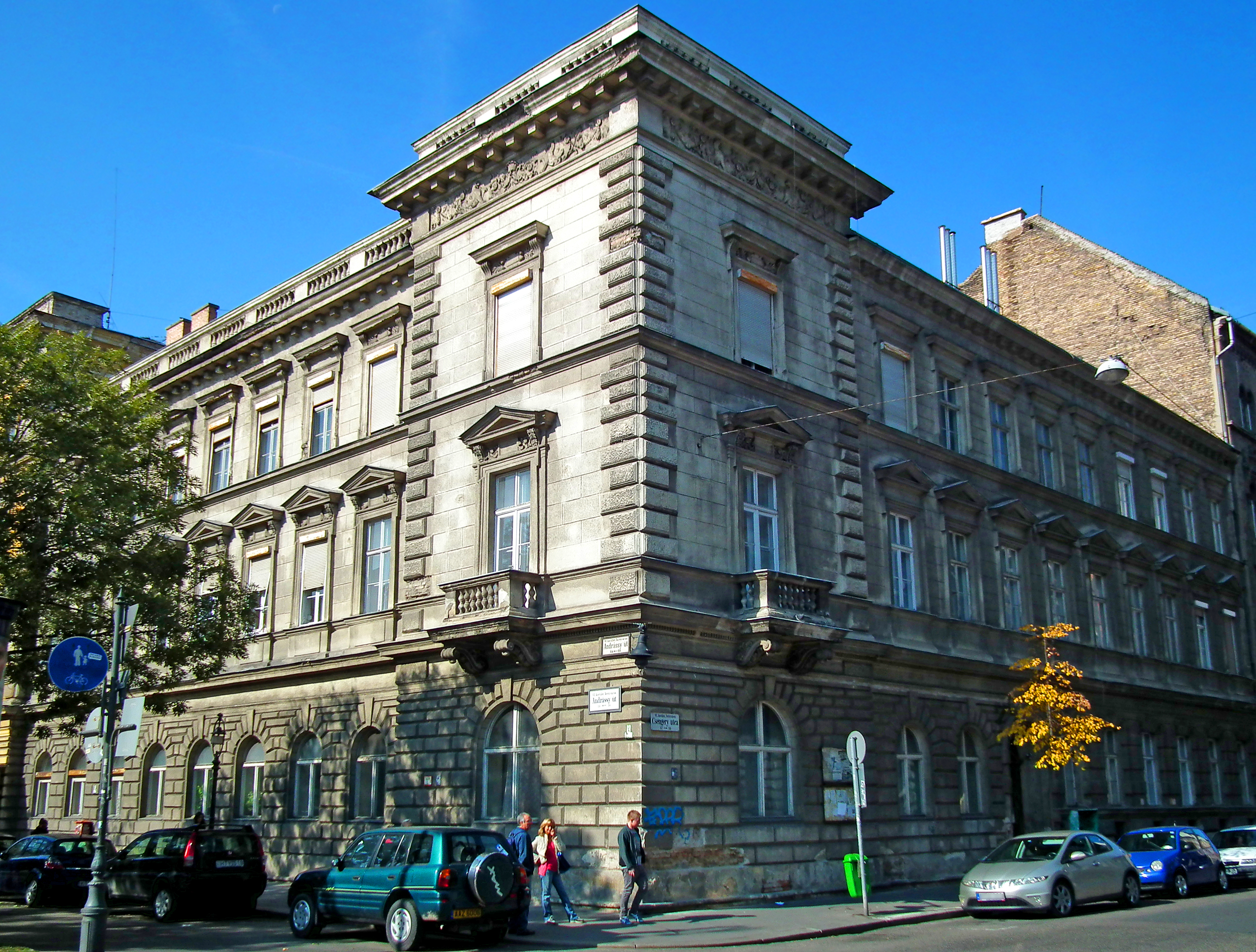
Lakóépület, Andrássy út 58
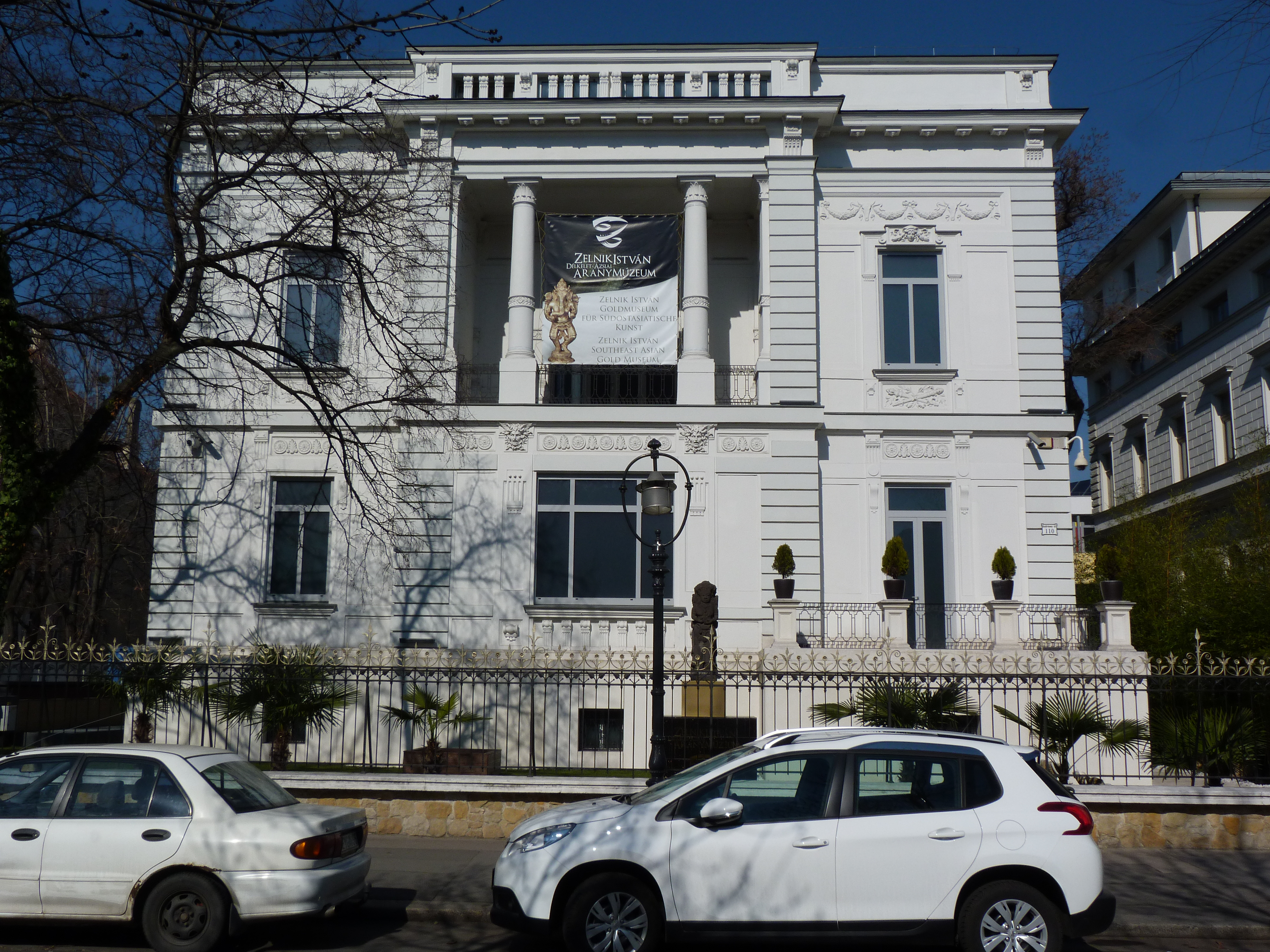
Lakóépület, Andrássy út 110.
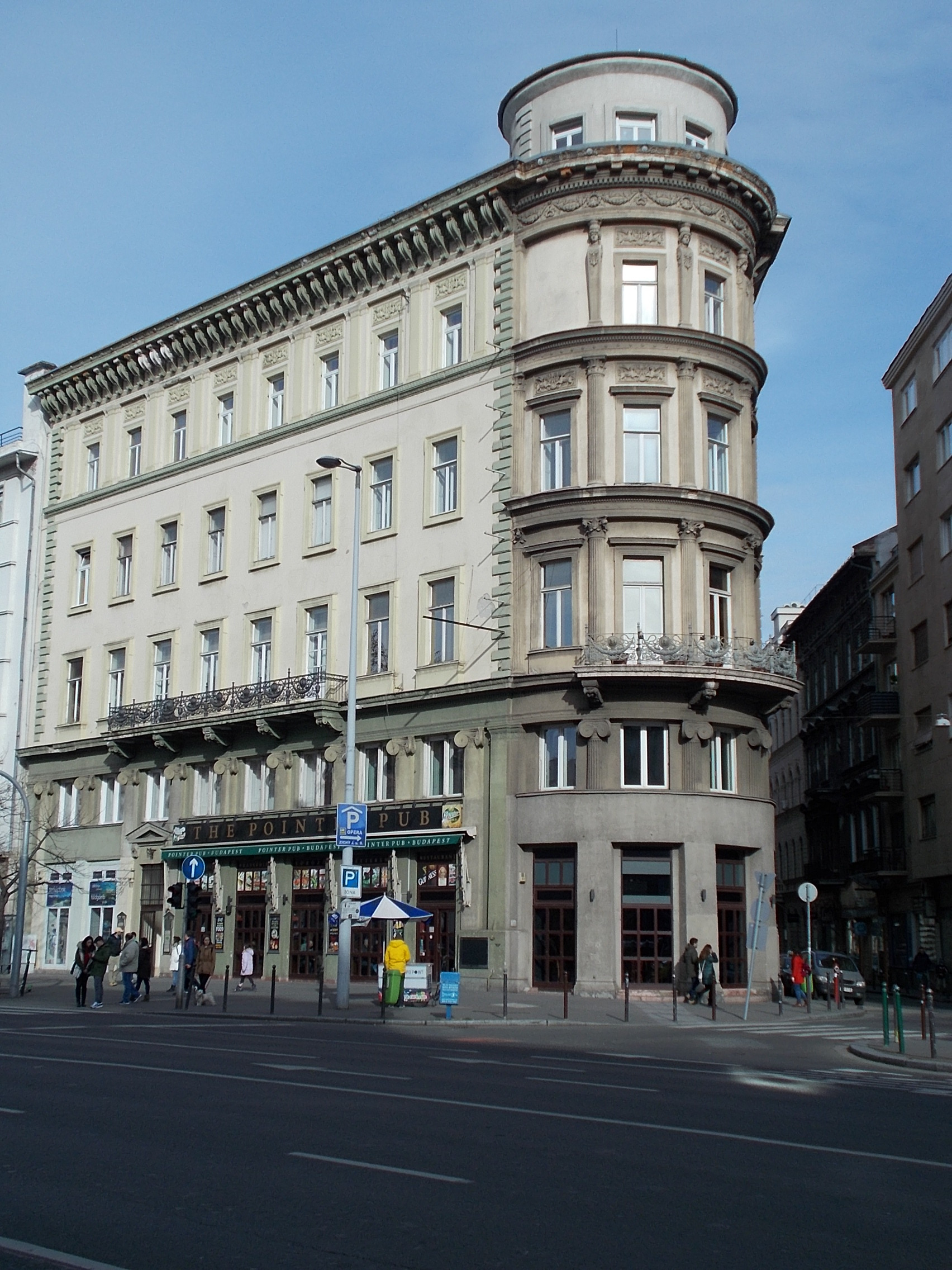
Lakóépület, Bajcsy-Zsilinszky út 21.
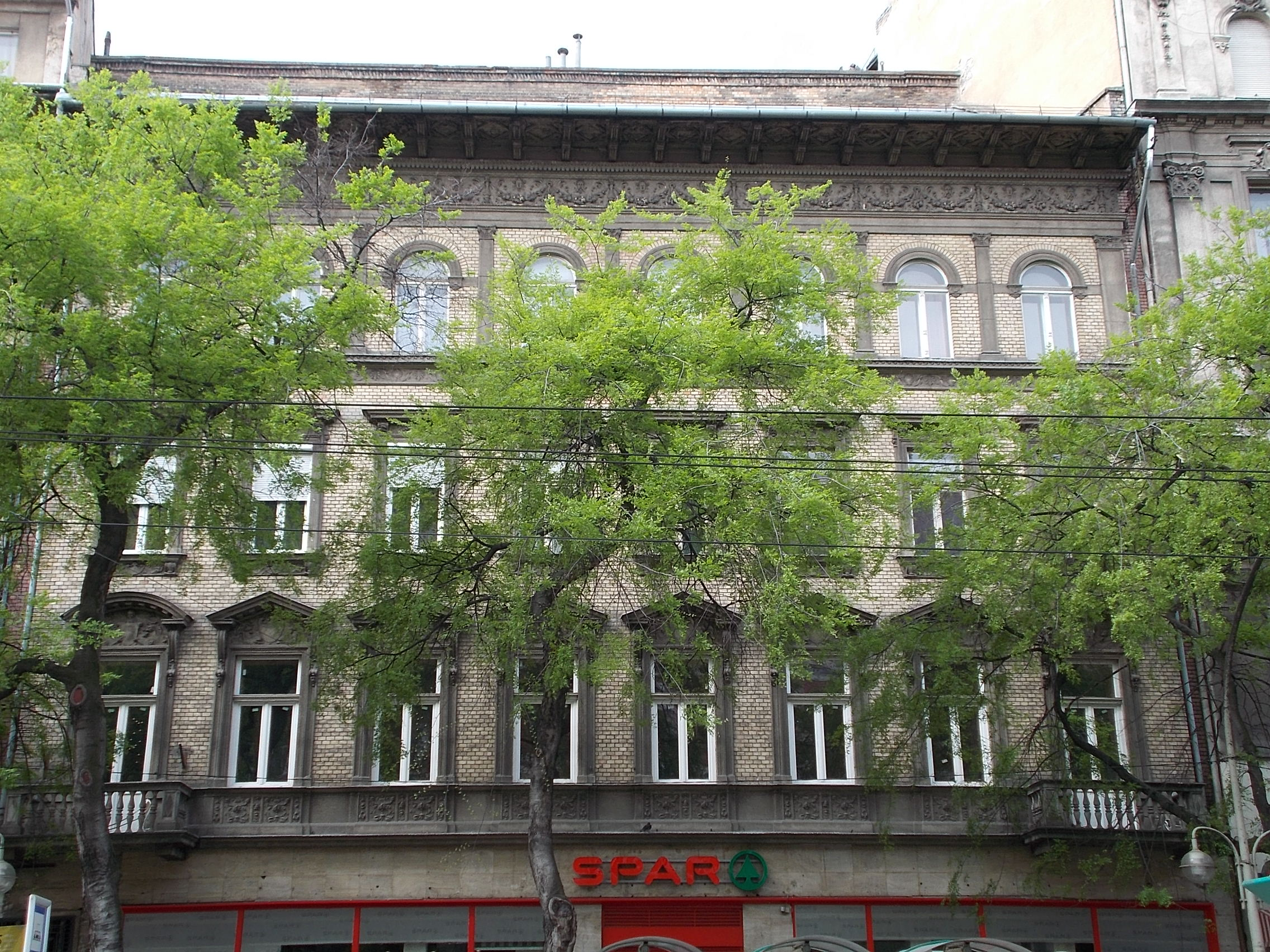
Hirsch-ház
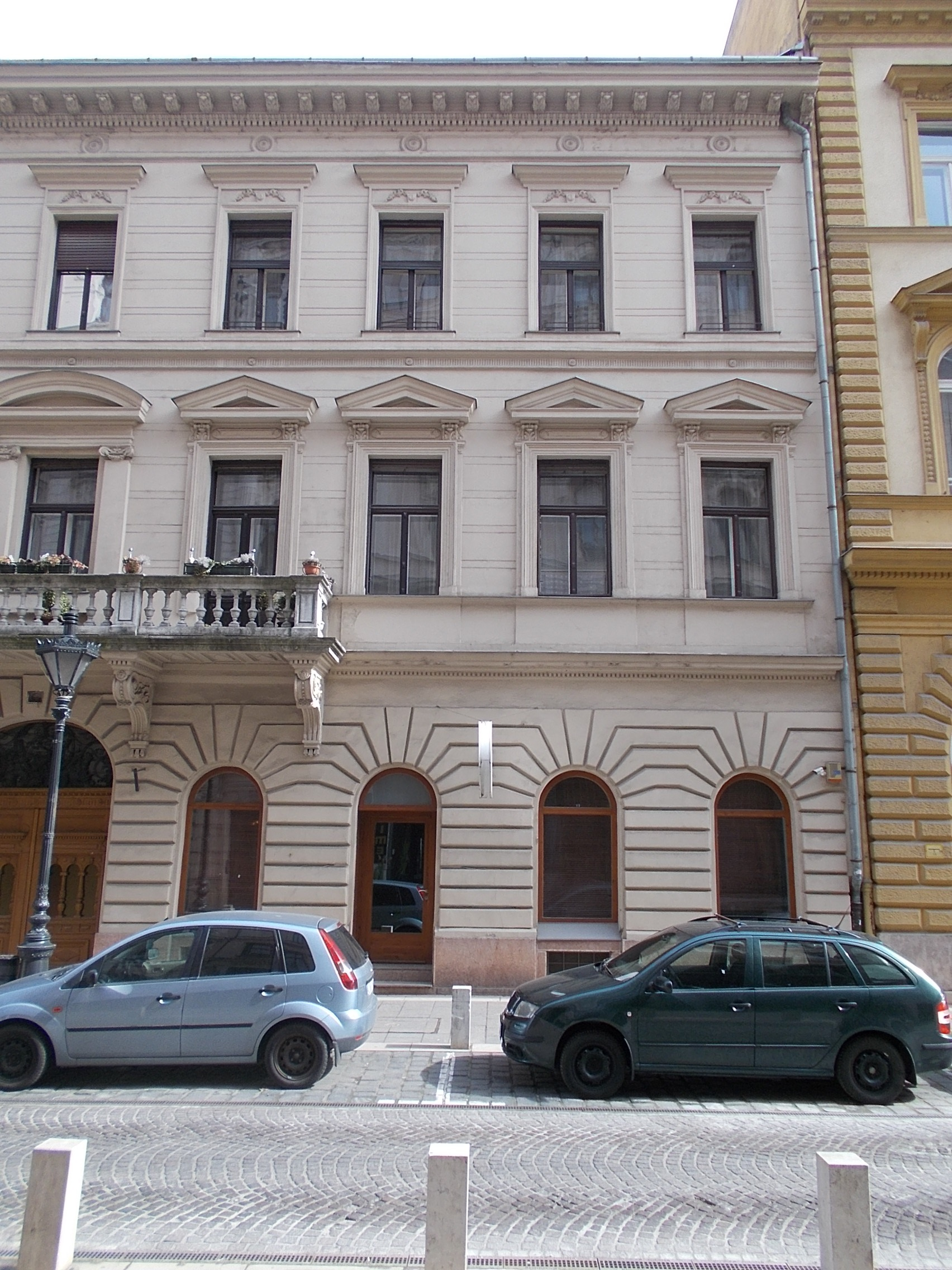
Lakóépület, Sas utca 21.
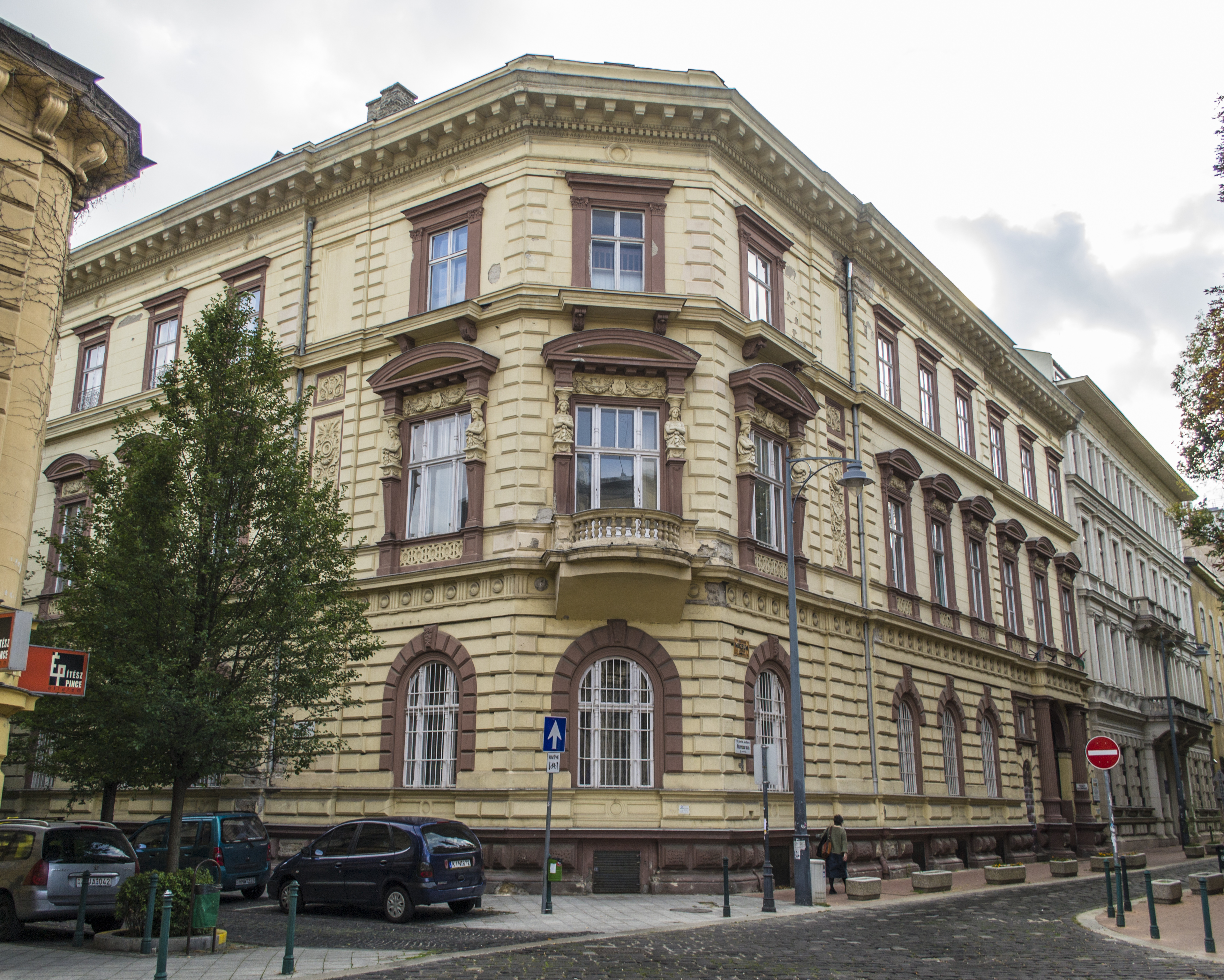
Károlyi István palotája
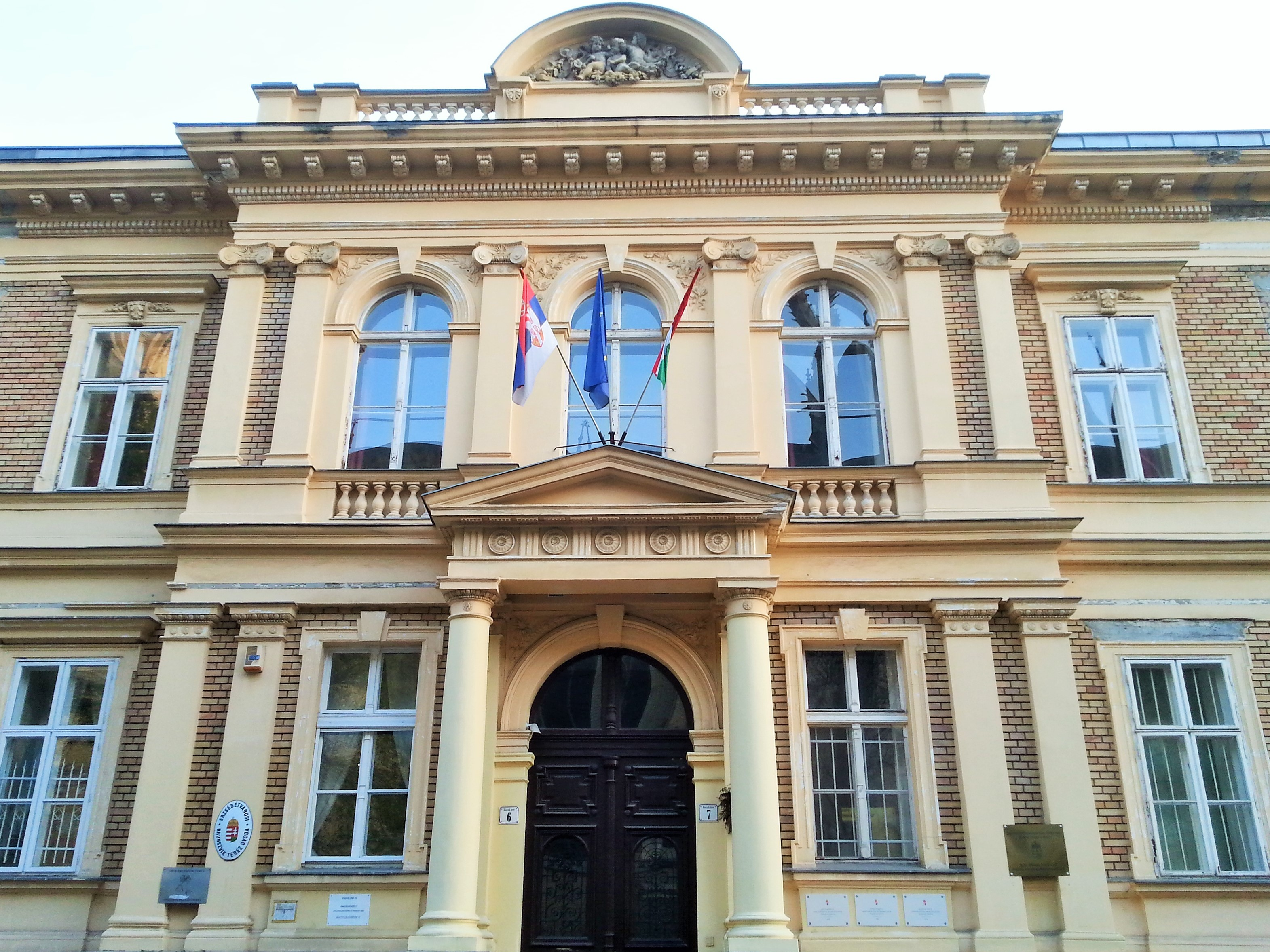
Nikola Tesla Szerb Tanítási Nyelvű Óvoda, Általános Iskola, Gimnázium és Kollégium
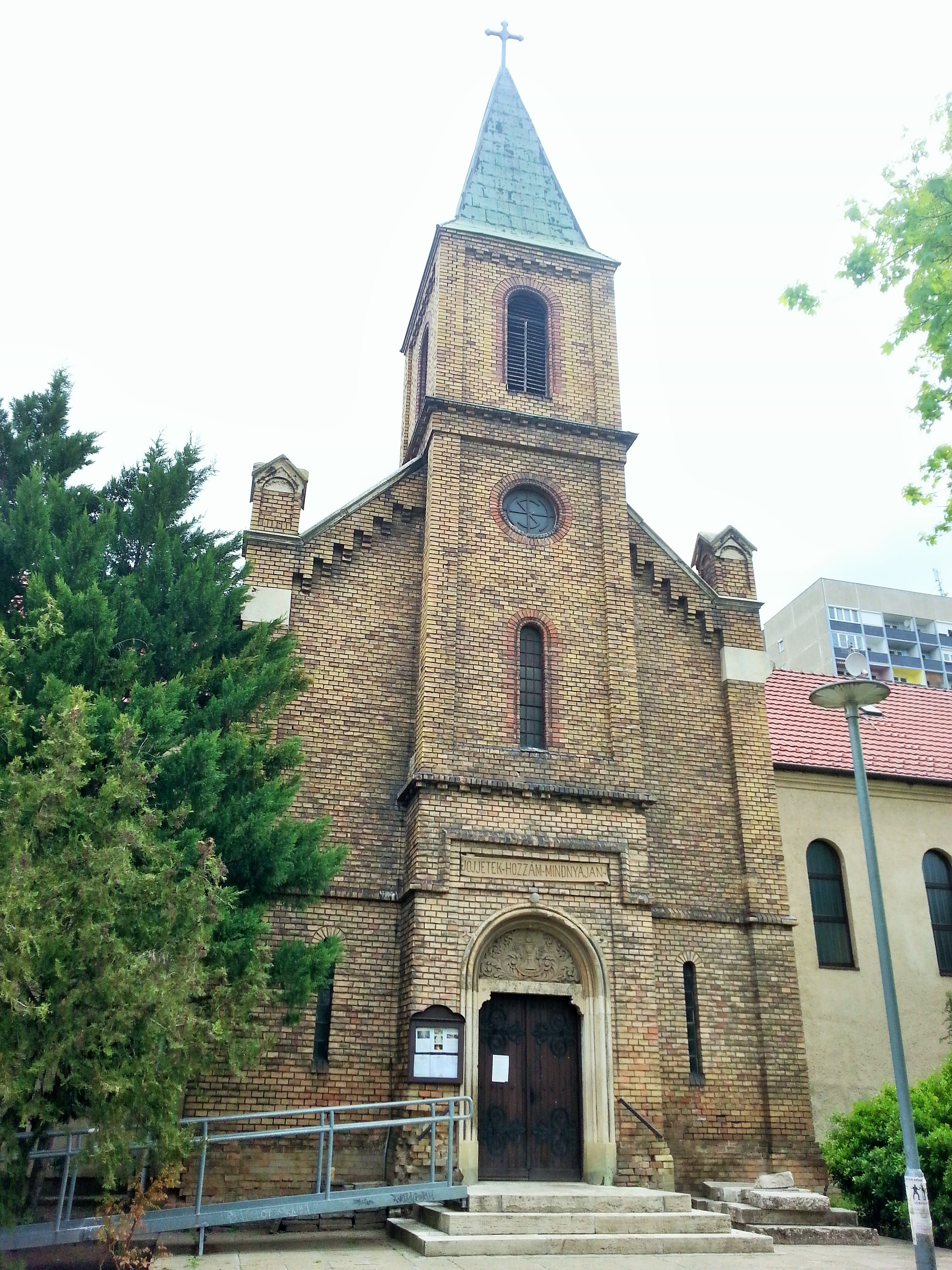
Rákosfalvai Szent István Király katolikus templom
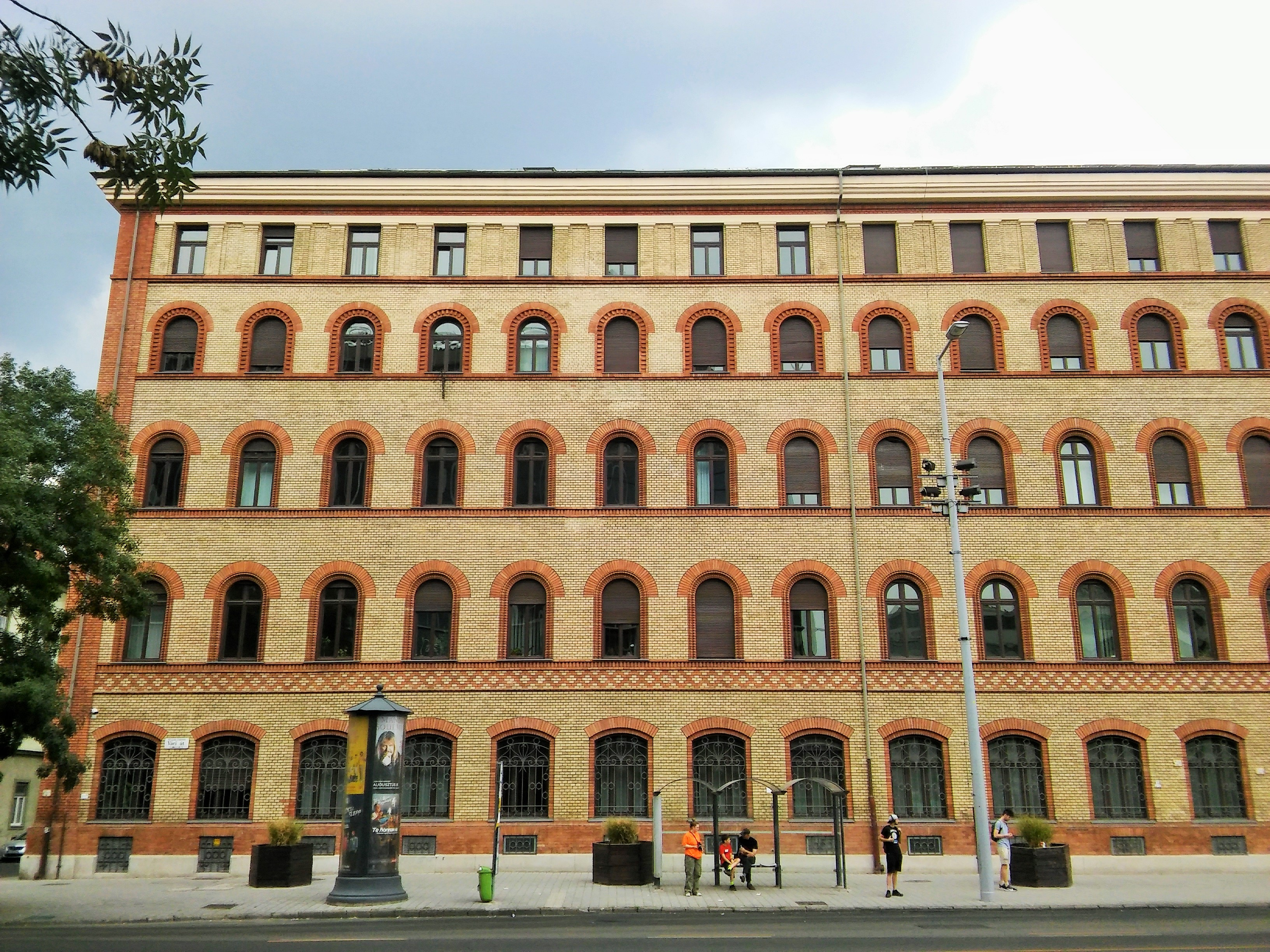
A Budapesti Elektromos Művek székházának Pucher által tervezett része
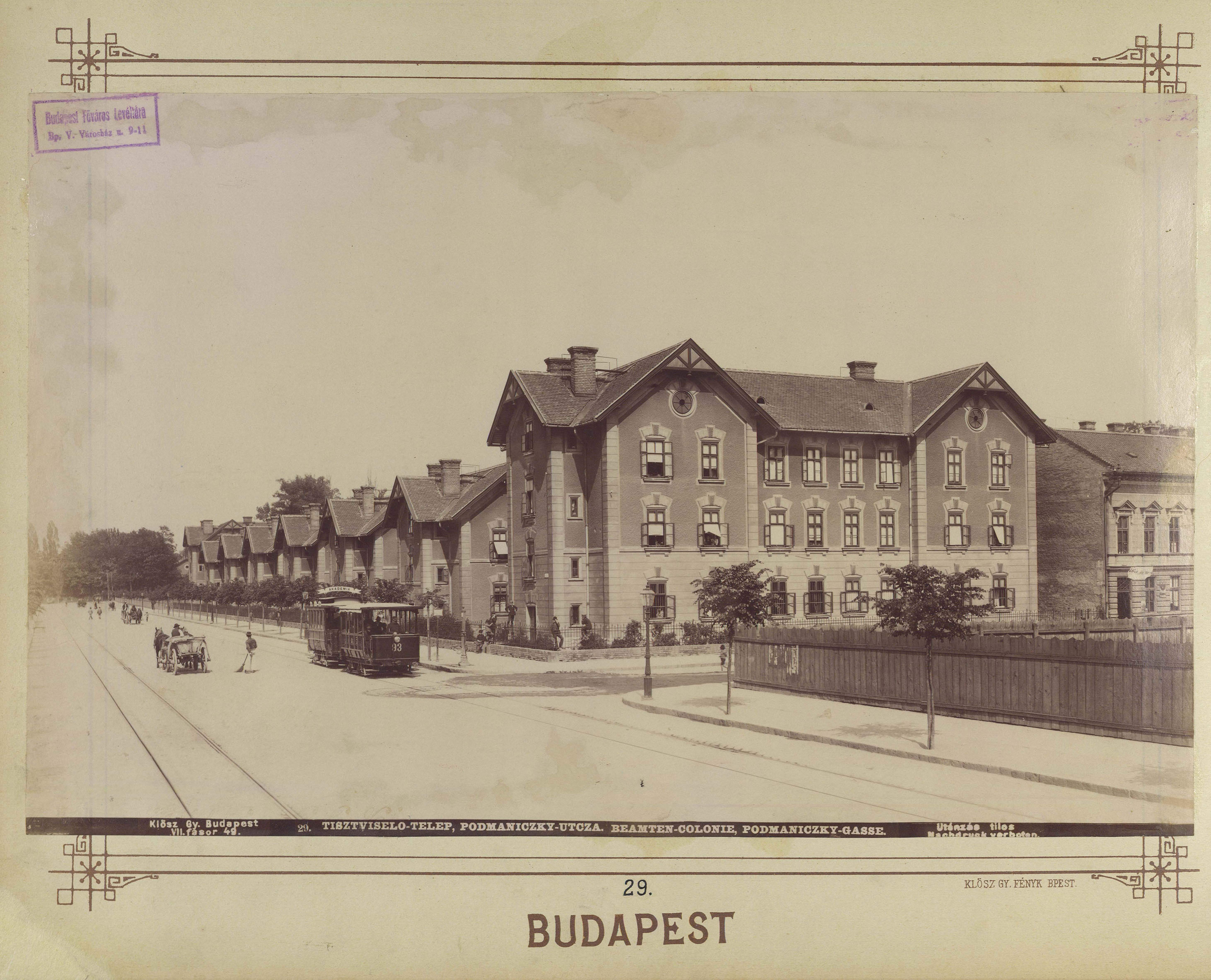
Podmaniczky utcai MÁV-házak